# Mannens-Grandsivaz

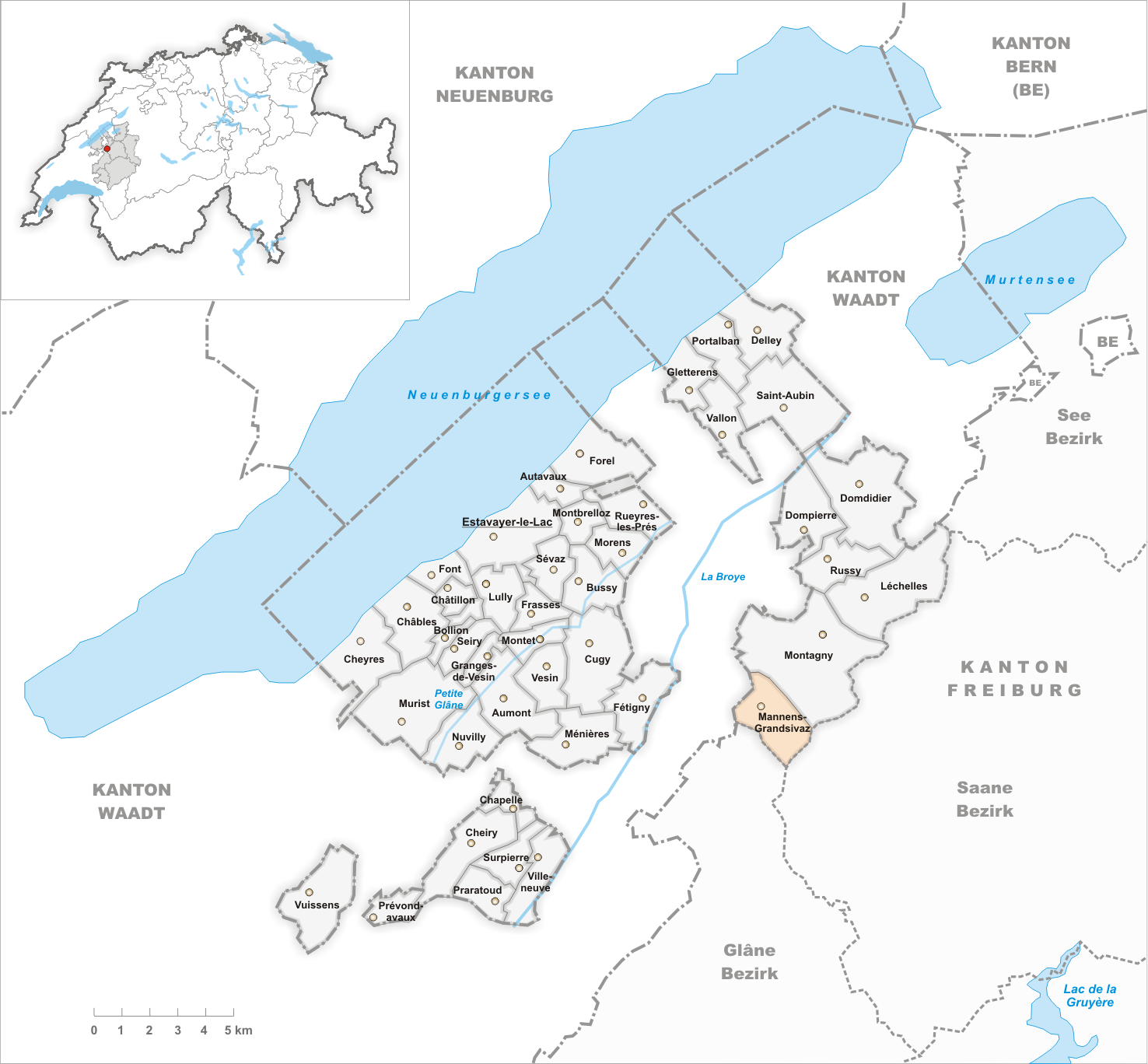
Gemeindestand vor der Fusion am 1. Januar 2004

Mannens-Grandsivaz (bis 1953 offiziell Mannens genannt; Freiburger Patois Maninⓘ) war eine selbständige politische Gemeinde im Distrikt Broye des Kantons Freiburg in der Schweiz. Am 1. Januar 2004 wurde sie nach Montagny (FR) eingemeindet. Der frühere deutsche Name für Grandsivaz lautet Grosswald.

## Geographie
Mannens liegt auf 645 m ü. M., vier Kilometer südöstlich von Payerne (Luftlinie) auf einem Hochplateau östlich des Broyetals, über dem Tälchen des Ruisseau des Pelons (linker Seitenbach der Arbogne). Grandsivaz (dt. Grossenwald) liegt auf 625 m ü. M., 5 km südöstlich von Payerne (Luftlinie) auf einem Plateau westlich des Tals der Arbogne. Die ehemalige Gemeindefläche betrug rund 5,0 km². Das Gebiet umfasste einen Abschnitt des Molassehügellandes im Freiburger Mittelland. Es erstreckte sich vom Bois Girard (658 m ü. M.) südwärts über die Höhe Carro des Planches (658 m ü. M.), das Tälchen des Ruisseau des Pelons bis zum Plateau von Grandsivaz. Die südöstliche Grenze bildete das in die Molasseschichten eingeschnittene, bewaldete Tal der Arbogne.

## Bevölkerung
Mit 485 Einwohnern (2002) zählte Mannens-Grandsivaz vor der Fusion zu den kleinen Gemeinden des Kantons Freiburg. Zu Mannens-Grandsivaz gehören einige Einzelhöfe.
Einwohnerzahlen: Volkszählungsdaten

## Wirtschaft
Mannens-Grandsivaz war bis in die zweite Hälfte des 20. Jahrhunderts ein vorwiegend durch die Landwirtschaft geprägtes Dorf. Noch heute haben der Ackerbau, der Obstbau sowie die Milchwirtschaft und die Viehzucht einen wichtigen Stellenwert in der Erwerbsstruktur der Bevölkerung. Weitere Arbeitsplätze sind im lokalen Kleingewerbe und im Dienstleistungssektor vorhanden. Früher wurden in Mannens-Grandsivaz Kiesgruben ausgebeutet, die heute teilweise wieder renaturiert sind. In den letzten Jahrzehnten hat sich das Dorf auch zu einer Wohngemeinde entwickelt. Die meisten Erwerbstätigen sind deshalb Wegpendler, die hauptsächlich in den Regionen Freiburg und Payerne arbeiten.

## Verkehr
Beide Ortschaften liegen an der Hauptstrasse von Freiburg nach Payerne. Durch einen Postautokurs, der von Montag bis Freitag vom Bahnhof Cousset (an der Eisenbahnlinie Freiburg-Payerne) via Montagny-la-Ville und Montagny-les-Monts nach Grandsivaz und Mannens verkehrt, sind die Dörfer an das Netz des öffentlichen Verkehrs angebunden.

## Geschichte
Die erste urkundliche Erwähnung von Grandsivaz erfolgte 1183 unter dem latinisierten Namen Grandis Silva in der Bedeutung von grosser Wald. Mannens wurde 1184 erstmals als Magnens genannt. Später erschienen die Bezeichnungen Mannens (1228), Manens (1504), und seit 1771 ist wieder der heutige Name überliefert. Dieser Ortsname ist vom burgundischen Personennamen Manna abgeleitet und bedeutet mit dem Suffix -ens so viel wie bei den Leuten des Manna.
Mannens und Grandsivaz gehörten seit dem Mittelalter zur Herrschaft Montagny und teilten deren Schicksal. 1478 kamen sie unter die Oberhoheit von Freiburg und wurden der Vogtei Montagny zugeordnet. Nach dem Zusammenbruch des Ancien Régime (1798) gehörten die Dörfer während der Helvetik und der darauffolgenden Zeit zum Bezirk Montagny, bevor sie 1848 in den Bezirk Broye eingegliedert wurden.
Im Jahr 1831 fusionierten beide Ortschaften zur Doppelgemeinde Mannens-Grandsivaz. Im Rahmen der vom Kanton Freiburg seit 2000 geförderten Gemeindefusionen wurde Mannens-Grandsivaz mit Wirkung auf den 1. Januar 2004 nach Montagny eingemeindet.

## Sehenswürdigkeiten
Die Pfarrkirche von Mannens wurde in den Jahren 1875 bis 1879 erbaut, nachdem Mannens-Grandsivaz eine von Montagny unabhängige Kirchgemeinde geworden war.